# David Platt
David Andrew Platt (ur. 10 czerwca 1966 w Chadderton) – angielski piłkarz grający na pozycji pomocnika, a później trener.
Grał w Crewe Alexandra, Aston Villi, AS Bari, Juventusie, Sampdorii, Arsenalu oraz w Nottingham Forest.
W czasie kariery piłkarskiej zdobył Puchar UEFA w 1993 roku, Puchar Włoch w 1994 roku, mistrzostwo i Puchar Anglii w 1998 roku, a w 1990 roku został wybrany najlepszym piłkarzem roku według PFA.
Zaliczył trzy występy w reprezentacji Anglii U-21, trzy w kadrze B. W seniorskiej reprezentacji zaliczył 62 występy, w których strzelił 27 bramek. Zadebiutował w niej w roku 1989 i grał w niej do roku 1996.
Później był trenerem Sampdorii, Nottinghamu Forest (grał także tam jako piłkarz) oraz reprezentacji Anglii U-21.
1 lipca 2010 został członkiem sztabu szkoleniowego Manchesteru City.